# Недељко Бајалица
Недељко (Нед) Бајалица (Лауфен, Швајцарска, 13. јануар 1975) је италијански стрипар српског порекла.

## Биографија
Рођен је у Швајцарској. Са 16 година стиже у Рим, да би похађао стрипску школу од 1991. до 1993. године.
Упознаје Бенита Јаковитија 1992. и постаје његов сарадник следећих пет година. Сарађује са великим мајстором на скоро свим његовим радовима последњег периода, укључујући и чувеног Коко Била у боји (Коко Бил ту и тамо, итал. Cocco Bill di qua e di là) за Серђо Бонели едиторе. Ствара 1996. нови стрип, РАП, који објављује Балоко едиторе (итал. „Balocco Editore”) почет захваљујући сарадњи са ментором Јаковитијем.
После смрти молишког мајстора, Бајалица напушта хумористички стрип и посвећује се причама са више интроспекције, чији је пример „Видимо се Сутра” (итал. Ci Vediamo Domani), стрипска адаптација неких прича психијатра и социолога Паола Крепета, објављених од стране Едициони БД (итал. Edizioni BD) 2005. године.
Затим објављује стрип „Бољи свет” (итал. Un Mondo Migliore) у мрежном магазину Кореинграфо (итал. Coreingrapho).
Тренутно ради на новом стрипу и неколико различитих пројеката. Аутор је истакнутог стрипског блога „Over the roofs”.